# Badia de Corisco
Badia de Corisco (en francès: Baie de Corisco), és el nom d'un badia localitzada entre els països africans de Guinea Equatorial i Gabon. Administrativament abasta la costa de la província gabonesa d'Estuaire i les equatoguineanes de Litoral i Annobón. Geogràficament limita pel nord amb el Cap San Juan i pel sud amb el Cap Esterias, s'hi troba la Reserva natural de Corisco i Elobeyes i les illes corresponents: Corisco, Elobey Grande i Chico, a més de petits illots com Mbañe, Conga i Cocoteros). Entre les localitats costaneres destaca Cocobeach compartida per tots dos països africans.